# Cynolebias boitonei
Cynolebias boitonei là một loài cá thuộc họ Aplocheilidae. Nó là loài đặc hữu của Brazil.